# Heinrichslinde

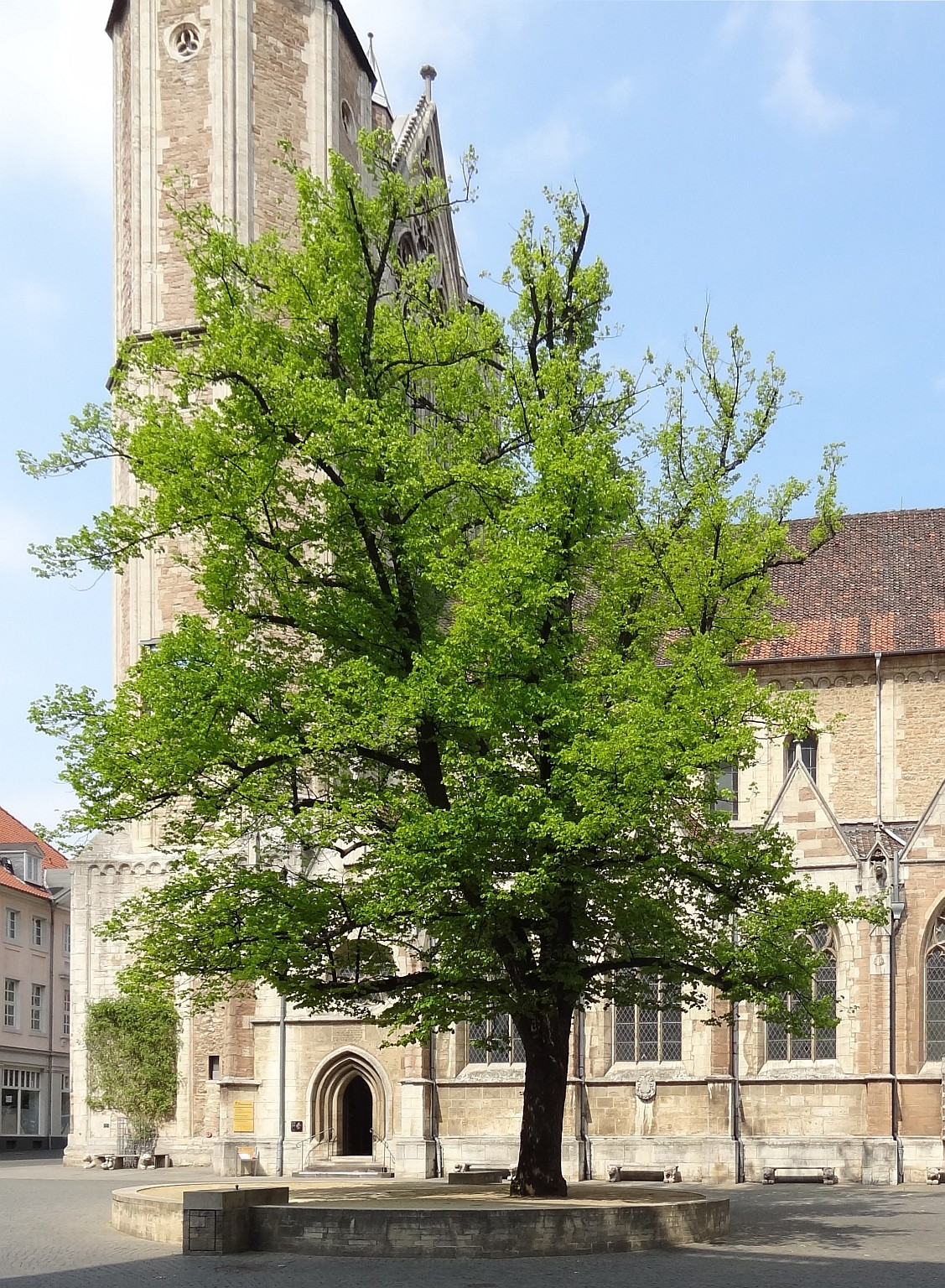
Die Heinrichslinde auf dem Domplatz

Foto um 1875, Blickrichtung Ostnordost.

Die Linde zwischen 1880 und 1890, Blickrichtung Westen.

Die Heinrichslinde in Braunschweig, auch als Linde Heinrichs des Löwen, Dom- oder Burglinde bezeichnet, ist ein bedeutender einzeln stehender Baum auf dem Domplatz und gilt als ein grünes Wahrzeichen der Stadt. Die heutige Linde ersetzt die historische, der Sage nach 1173, vor Beginn der Bauarbeiten am Braunschweiger Dom durch Heinrich den Löwen selbst gepflanzte, die bis zu ihrem Zusammenbruch 1894 als ältester Baum der Stadt angesehen wurde. Der alte Baum war eine Sommerlinde (Tilia platyphyllos), der neue ist eine Winterlinde (Tilia cordata). Sie hat eine Höhe von 19 m, einen Stammumfang von 2,10 m und einen Kronendurchmesser von 12 m. Die Linde steht auf dem Westteil des Domplatzes, der Südseite des Doms und ist von einem Rondell umgeben, an dessen Südrand sich ein Trinkbrunnen befindet.

## Geschichte
Die historische Heinrichslinde wurde wahrscheinlich 1492 erstmals urkundlich in der dem Braunschweiger Chronisten Kort Bote zugeschriebenen Cronecken der Sassen erwähnt. In der Chronik wurde berichtet, dass die „lynden zu brunßwick“ Ostern 1473 außergewöhnlich früh blühte. Der Baum wurde über die Tore der Stadt hinaus so genannt. Er stand auf dem Gelände der Burgfreiheit, die sich im Mittelalter um die Burg Dankwarderode erstreckte. Neben der Linde befand sich der Kreuzgang des Domstifts. Die ursprüngliche Linde hatte eine Höhe von 24 m und in 50 cm Höhe einen Umfang von 6,30 m. Ähnliche Linden befanden sich bei der Aegidien- und Brüdernkirche.
In den Kirchenbüchern des Domes wurde der Baum im 17. Jahrhundert als „alte, dicke Linde“ verzeichnet. Er stand auf dem bis 1757 genutzten Burgfriedhof, der sich um die Süd- und Westseite des Doms bis hin zum Burgplatz erstreckte. Am Südrand des Domplatzes befanden sich Gebäude des 1803 aufgehobenen Blasiusstiftes. Im Zuge der Braunschweiger Revolution von 1830, während der der damalige Braunschweigische Herzog Karl II. am 7. September 1830 von der Bevölkerung vertrieben wurde, hatte dieser an seinem letzten Tag in der Stadt morgens noch den Befehl erteilt, den alten Friedhof einzuebnen und die ungenutzten Stiftsgebäude abzureißen, um der arbeitslosen Stadtbevölkerung Beschäftigung zu verschaffen. Diese Abrissarbeiten zogen sich bis Anfang 1831 hin. Dieser „Arbeitsbeschaffungsmaßnahme“ fielen unter anderem die Annenkapelle (1519–1522 erbaut), das Kapitelhaus, das Kornhaus und die Kreuzgänge des Doms zum Opfer. Durch den Abriss der Gebäude war ein Platz entstanden, der offiziell erst 1858 (obwohl bereits 1841 in Plänen so verzeichnet), zu Ehren des neuen Braunschweigischen Herzogs Wilhelm, Bruder des vertriebenen Herzogs, „Wilhelmsplatz“ getauft wurde.

### Schädigung der alten Linde und Rettungsversuche

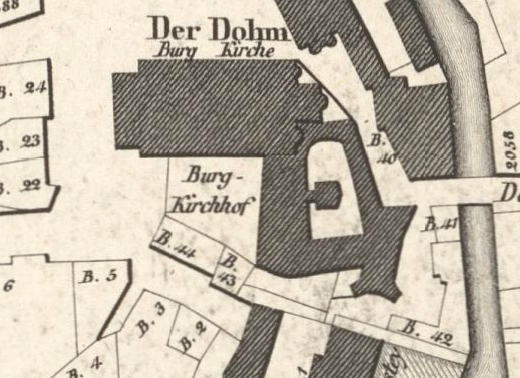
Karte von 1829 von Johann Karl Mare: Der Braunschweiger Dom mit „Burg-Kirchhof“ (auf dem die alte Linde stand), Kreuzgang und Nebengebäuden. Ein Jahr später, 1830, wurden Kreuzgang und Nebengebäude abgerissen und der Friedhof eingeebnet.

Eine Spätfolge der Abrissarbeiten war jedoch die dauerhafte Schädigung der Heinrichslinde: Der neue entstandene Platz war gepflastert worden, wodurch das Wurzelwerk des Baumes nachhaltig geschädigt wurde. Der Baum kränkelt von da an, die Baumkrone und diverse Äste verdorrten nach und nach. 1834 stellte Domkantor Christoph Friedrich Görges fest, dass die Linde im Bereich der Spitze absterbe. Zur 1000-Jahr-Feier der Stadt Braunschweig im Jahr 1861 wurde deshalb neben der sterbenden Linde eine neue gepflanzt, die jedoch bald wieder einging. Im Folgejahr 1862 wurde erneut ein Baum gepflanzt. Auch dieser ging nicht richtig an. Vier Jahrzehnte nach den Abrissarbeiten war die Heinrichslinde so weit geschädigt, dass sie innen teilweise hohl war. Das Siechtum des Baumes wurde von der Presse aufmerksam verfolgt. Im September 1871 schien sich jedoch eine Besserung der Situation einzustellen: Junge Schösslinge wuchsen im inneren des Stammes heran. Im Frühjahr 1872 verkleidete man morsche Stellen und Risse im Stamm mit Blechplatten. Auch wurde ein Schutzgitter errichtet. In seinem 1877 erschienenen Werk Braunschweig und Umgebung: historisch-topographisches Handbuch und Führer durch die Baudenkmäler und Kunstschätze der Stadt. berichtete Stadtgeometer Friedrich Knoll, der Baum sei „im Absterben begriffen“ und dass die Pflanzung der neuen Linde im Jahre 1861 auf die Initiative des Dom- und Hofpredigers Heinrich Thiele zurückgehe.
Im Zuge des Neubauarbeiten am Braunschweiger Landgerichtsgebäude in der Münzstraße und südlich des Wilhelmsplatzes, trat ab 1881 eine weitere Verbesserung der Zustandes ein. Ein Teil der Pflasterung rund um den Baum wurde entfernt, der Boden aufgelockert und eine Rasenfläche mit Bosquetanlagen rund um den Stamm angelegt. Da die Linde offiziell zum Dom gehörte, oblag ihre Pflege dem Herzoglichen Staatsministerium. In einer Entfernung von sechs Metern zum Stamm, ließ der Herzogliche Promenadeninspektor Friedrich Kreiß Schächte anlegen, die mit Kohleschlacke aufgefüllt wurden, um die Wasserversorgung der Wurzeln zu verbessern. Diese Maßnahmen führten dazu, dass sich der Gesundheitszustand der Linde tatsächlich zu bessern schien. In den Folgejahren blühte sie mehr als zuvor und im Frühjahr 1883 wurde berichtet, dass die Krone außerordentlich üppig sei. Der Stamm der alten Heinrichslinde hatte zuletzt einen Umfang von fast 20 Fuß. Ihre Laubkrone hatte eine Höhe von mehr als 70 Fuß.

### Das Ende der alten Linde

Foto vor 1895, Blickrichtung Westnordwest. Gut erkennbar: Die nicht mehr vorhandene Krone und die beiden Metallreifen, die die Stämme zusammenhalten und verbinden sollten.

Diese Erholung war jedoch nur von kurzer Dauer. Bereits Ende März 1886 musste der acht Meter lange und ein Meter Breite südliche Hauptast entfernt werden, da er abgestorben war. Im August 1890 verlor der Baum in einem Orkan mehrere kräftige Äste. Im November desselben Jahres wurden zwei breite Eisenringe um die beiden verbliebenen Aststümpfe gelegt, um die Reste zu stabilisieren und das Auseinanderbrechen zu verhindern. Im Juni 1891 tat sich plötzlich ein 50 cm breiter Spalt auf, aus dem große Mengen morschen Holzes und Ton heraustraten. Einige Tage danach wurde dieser Riss mit Brettern verschalt. Im Frühsommer 1893 stellte Kreiß fest, dass auch der letzte Zweig auf der Westseite verdorrt war.
Schließlich hatte der Baum keine Krone mehr, nur am Boden um den Stamm wuchsen einige neue Zweige. Im Juni 1894 verbreiteten Zeitungen in der Stadt die Meldung, dass Albrecht von Preußen, von 1885 bis 1906 Regent des Herzogtums Braunschweig, der Entfernung der Reste der Heinrichslinde bis Ende des Jahres zugestimmt habe. Noch bevor dies geschah, brach der Baum am Nachmittag des 19. September 1894, einem windstillen Spätsommertag, fast geräuschlos in sich zusammen. Als die Reste entfernt wurden, stellte man fest, dass deren größter Teil bereits beim geringsten Druck zu Staub zerfiel. So war die von Prinz Albrecht angeordnete Konservierung des Lindenstammes nicht möglich. Lediglich ein noch halbwegs intaktes Stück wurde als Ausstellungsstück in das Vaterländische Museum gebracht. Aus anderen verwertbaren Teilen fertigte der Herzogliche Hof-Kunstdrechsler Wolter diverse Präsente wie Modelle des Braunschweiger Löwen, Briefbeschwerer, Bilderrahmen und ähnliches, die auf dem Braunschweiger Weihnachtsmarkt des Jahres 1894 zu Gunsten des Marienstifts verkauft wurden.

### Neupflanzung
Eine neu gepflanzte Linde wurde alsbald ebenfalls „Heinrichslinde“ genannt. Um diese wurde ein erhöhtes Rondell geschaffen. Der neue Baum dominiert den westlichen Domplatz und um ihn herum finden diverse Veranstaltungen statt. Während des Weihnachtsmarkts befinden sich rund um den Baum zahlreiche Buden und unter ihm bietet die kreisrunde Freifläche Stehplätze zum Verweilen. Auch der Braunschweiger Blumenmarkt findet dort alljährlich statt. Um das für Pflegearbeiten an der Heinrichslinde notwendige Geld sicherzustellen, fanden 2008 Versteigerungen von Kräutern und Beeten rund um den Baum statt.
Im November 2021 wurde bekannt, dass die neue Heinrichslinde in einem schlechten Zustand ist und nicht mehr zu erhalten sei. Sie ist durch Fäulnis und Pilze geschädigt und wird noch am 18. November 2021 gefällt. Eine Ersatzpflanzung soll im Januar 2022 erfolgen.

## Die Heinrichslinde als Symbol des Braunschweigischen Welfenhauses

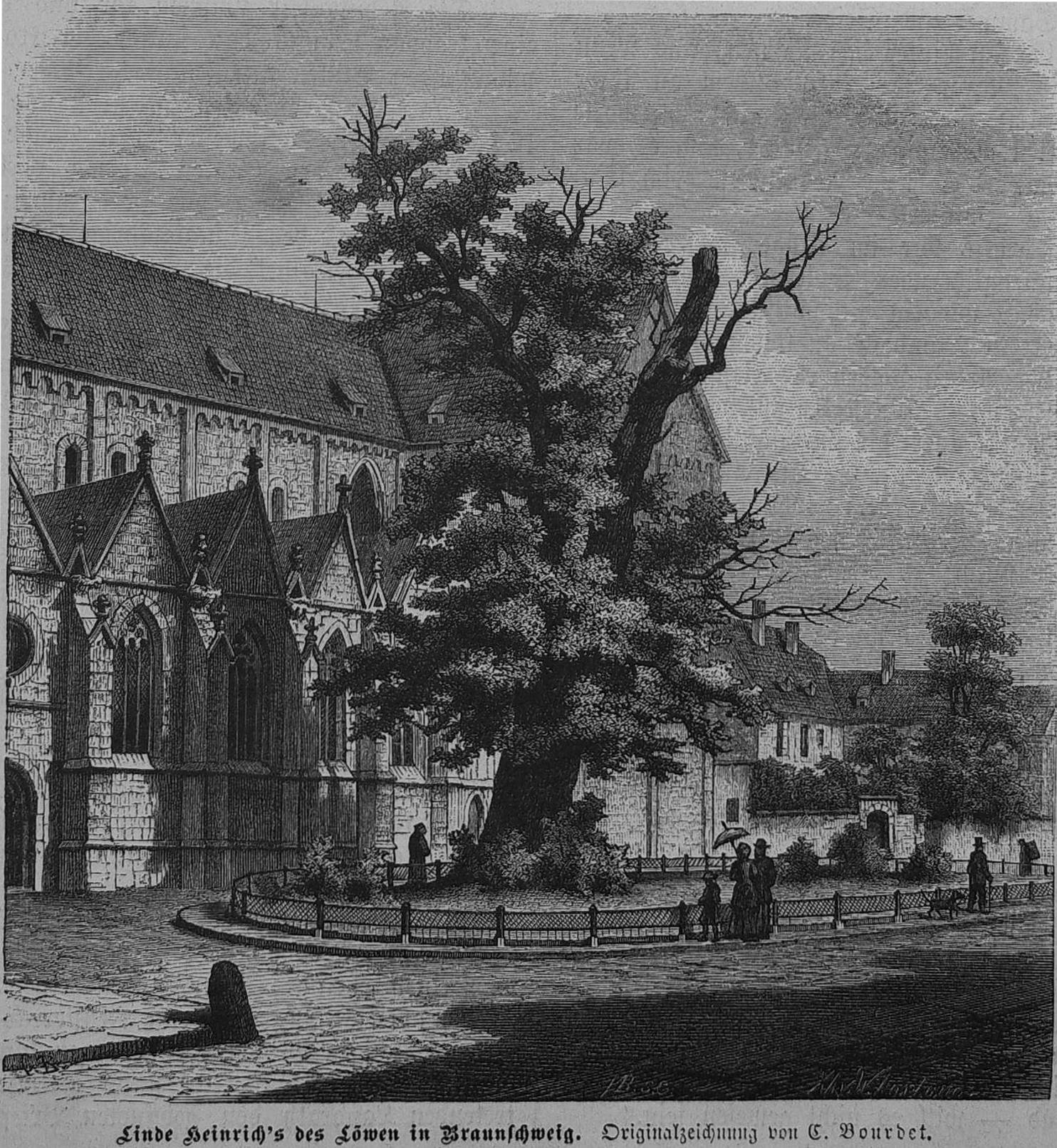
Die historische Heinrichslinde in der Zeitschrift Die Gartenlaube, 1885, Heft 15, nach einer Zeichnung von Carl Josef Alois Bourdet

Die Heinrichslinde galt vielen Braunschweigern, vor allem in deren patriotischer Phantasie des 19. Jahrhunderts, als Sinnbild für den Fortbestand des Welfenhauses in Stadt und Herzogtum. Doch bereits 1884, zehn Jahre vor dem Ende der Heinrichslinde, war Wilhelm von Braunschweig, der letzte Welfenherzog aus der älteren Linie des Hauses Braunschweig-Lüneburg, ohne legitime Nachkommen verstorben.
Noch 1897 veröffentlichte Heinrich Vierordt sein Gedicht „Die Linde von Braunschweig“, in dem er diese Symbolik aufgriff. Ein Vers lautet:

„Solang in Himmelslüfte / Du reckst dein schwellend Grün, / Soll das Geschlecht der Welfen / In alten Ehren blühn …“

Aufgrund alter Streitigkeiten zwischen den Welfen und den regierenden Hohenzollern, die aus der Schlacht bei Langensalza 1866 rührten, trat 1884 nicht die gesetzliche Erbfolge ein, sondern Kaiser Wilhelm I. setzte Regenten ein, die das Herzogtum bis Ende 1913 regierten. Erst ab Ende 1913 gab es mit Ernst August wieder einen – den letzten – Welfen auf dem Braunschweigischen Herzogsthron.